# Ploiești Nord
Ploiești Nord (rum: Gare Ploiești Nord, pol. Ploeszti Północ) – stacja kolejowa w Ploeszti, w Okręgu Prahova, w Rumunii. Stacja jest obsługiwana przez pociągi CFR Călători.
Znajduje się na linii Ploiești Sud – Măneciu.

## Linie kolejowe
- Ploiești Sud – Măneciu